# Mammy Two Shoes
Mammy Two Shoes (Bà chủ nhà Mammy) là một nhân vật hư cấu trong phim hoạt hình của MGM: Tom và Jerry. Bà là người giúp việc và là một người trung niên nặng ký Người Mỹ gốc Phi, người chăm sóc ngôi nhà nơi Tom và Jerry cư ngụ. Mammy sẽ la mắng và tấn công Tom bất cứ khi nào bà tin rằng Tom đang cư xử không đúng mực; Jerry đôi khi sẽ là nguyên nhân khiến Tom gặp rắc rối.
Là một nhân vật chỉ được nhìn thấy một phần, đầu Mammy hiếm khi được nhìn thấy, mặc dù có một vài trường hợp ngoại lệ như một số tập: Part Time Pal, A Mouse in the House, Mouse Cleaning, and Saturday Evening Puss.
Mammy xuất hiện trong 19 phim hoạt hình, bắt đầu bằng Puss Gets the Boot (1940) và kết thúc bằng Push-Button Kitty (1952). Sự xuất hiện của Mammy thường được chỉnh sửa, lồng tiếng hoặc tái hoạt hình trong các chương trình truyền hình sau này, vì nhân vật của cô là một nguyên mẫu bây giờ thường được coi là phân biệt chủng tộc. Sáng tạo của cô chỉ ra có mặt khắp nơi của văn hóa đại chúng của động vật có vú ở Mỹ.